# Jardín Botánico de Glasgow
Los Jardines Botánicos de Glasgow en inglés: Glasgow Botanic Gardens, es un jardín botánico y parque público de unas 11 hectáreas (28 acres) de extensión con varios invernaderos, siendo de destacar « Kibble Palace » y el « Palm House », que se encuentra en Glasgow, Escocia. 
Es miembro del BGCI, y presenta trabajos para la Agenda Internacional para la Conservación en los Jardines Botánicos.
El código de identificación del Glasgow Botanic Gardens como miembro del "Botanic Gardens Conservation International" (BGCI), así como las siglas de su herbario es GBG.

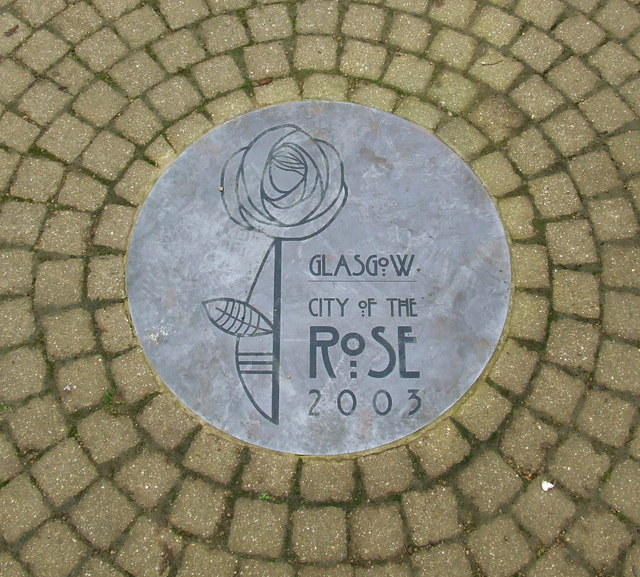
Placa de la ciudad de la rosa, en el Jardín Botánico de Glasgow.

## Localización
El jardín botánico se ubica en « Kelvinside » en el « West End » de Glasgow, (Escocia) entre « River Kelvin », « Great Western Road » y « Queen Margaret Drive ». 
Glasgow Botanic Gardens, 730 Great Western Road, Glasgow G12 0UE, U.K. , United Kingdom-Reino Unido
Planos y vistas satelitales.55°52′45.48″N 4°17′26.38″O / 55.8793000, -4.2906611

## Historia
El Jardín Botánico de Glasgow fue creado en 1817, con unas 8 hectáreas iniciales, y estaba administrado por la sociedad « Royal Botanic Institution of Glasgow » (fundada por Thomas Hopkirk de Dalbeth), y fueron pensados para servir a la Universidad de Glasgow. 
William Hooker que era  regius professor de botánica de la Universidad de Glasgow, contribuyó en gran medida a su desarrollo antes de ser designado como director de los Kew Gardens de Londres.

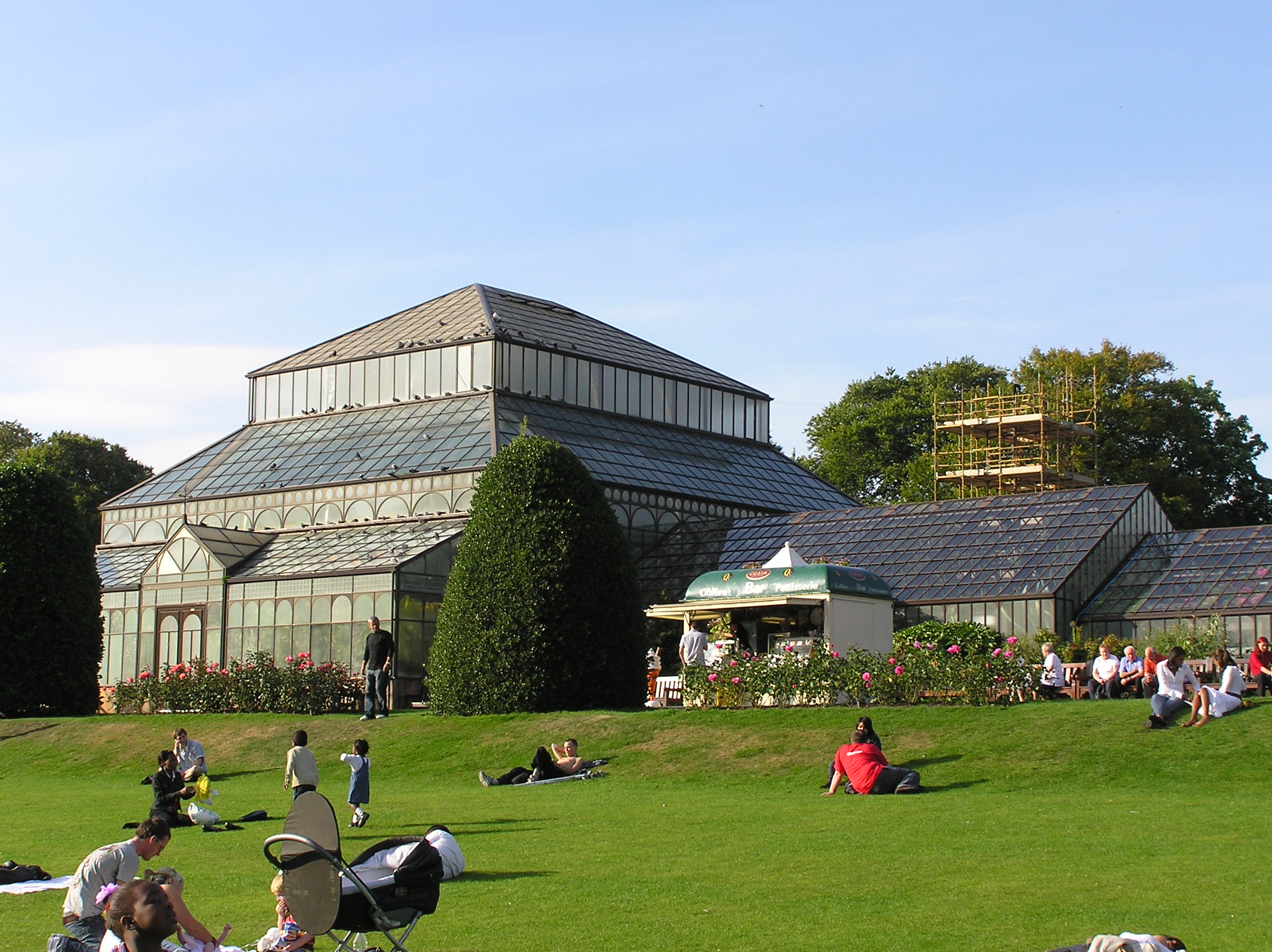
Complejo de invernaderos, « Palm House ».

Los jardines fueron utilizados originalmente para sesiones de conciertos y otros acontecimientos, y en 1891 los jardines fueron incorporados en los parques y jardines de la ciudad de Glasgow.
El sitio fue servido en un tiempo por una línea ferroviaria, y actualmente sigue existiendo la estación de ferrocarril « Botanic Gardens railway station » aunque en un estado abandonado, como ejemplo notable de una estación de esa época.

## Kibble Palace
El « Kibble Palace » es un invernadero del siglo XIX, con una estructura de hierro forjado, cubriendo una extensión de 2137 m². 
Fue instalada en este emplazamiento en 1873, pero originalmente fue diseñada y construida por John Kibble para su casa en Coulport de Loch Long en la década de 1860. 
Fue desmantelado y transportado en gabarra, por el río Clyde, hasta el jardín botánico donde fue reconstruido y agrandado.
Fue utilizado inicialmente como lugar de exposiciones y conciertos, antes de ser utilizado para cultivar las plantas a partir de la década de 1880. 
Benjamin Disraeli y William Ewart Gladstone ambos se instalaron como rectores de la  Universidad de Glasgow en el palacio, respectivamente en 1873 y 1879. 
La estructura de edificio presenta líneas curvas de Hierro forjado y el vidrio apoyado en marcos de Hierro fundido que descansan sobre columnas adornadas, que sobresalen de fundamentos de albañilería. 
El palacio se utiliza para el cultivo de plantas de clima templado. El grupo principal de plantas es la colección de helechos arborescentes de Australia algunos de los cuales han vivido aquí por 120 años.
En el 2004 se llevó a cabo un programa de restauración de un montante de 7 millones de libras en el que se intentaba reparar la corrosión de los materiales siderúrgicos. 
La restauración implicó desmontar por completo el palacio, y el envío de las piezas a Shafton, South Yorkshire para su reparación y una conservación especializada. La colección de plantas fue quitada y trasplantada totalmente por primera vez y la estructura siderúrgica fue reconstruida sobre un emplazamiento modificado, dando al palacio una vida prolongada. Se abrió de nuevo al público en noviembre del 2006.

## Colecciones
Entre sus colecciones son de destacar, 
- Rosaleda, con una colección de rosas del mundo
- Jardín de hierbas,
- Jardín de flores, Compositae, y la colección nacional de especies de Begonia
- Jardín de berzas nada comunes
- Jardín Cronológico
- Invernaderos, con la colección nacional de helechos arborescentes australianos (Dicksoniaceae) en el « Kibble Palace », algunos de los cuales tienen una edad de 120 años. También se alberga en otros invernaderos « Hopkirk Building », una gran colección de orquídeas preferentemente de los géneros, Dendrobium, Cattleya, Paphiopedilum, Cymbidium, Phragmipedium, y un Cactarium. Extensa colección de plantas tropicales Bromeliaceae, Piperaceae, Gesneriaceae, Cyclanthaceae, Osmundaceae, incluyendo plantas de interés económico.
- Arboreto, destacando varios especímenes, un sauce llorón de 200 años, un gran espécimen de Betula maximowicziana, un añoso ejemplar de roble negro, varios representantes de la familia Betulaceae ...

Algunos especímenes vegetales que existen en el jardín botánico y los invernaderos.

Especímenes
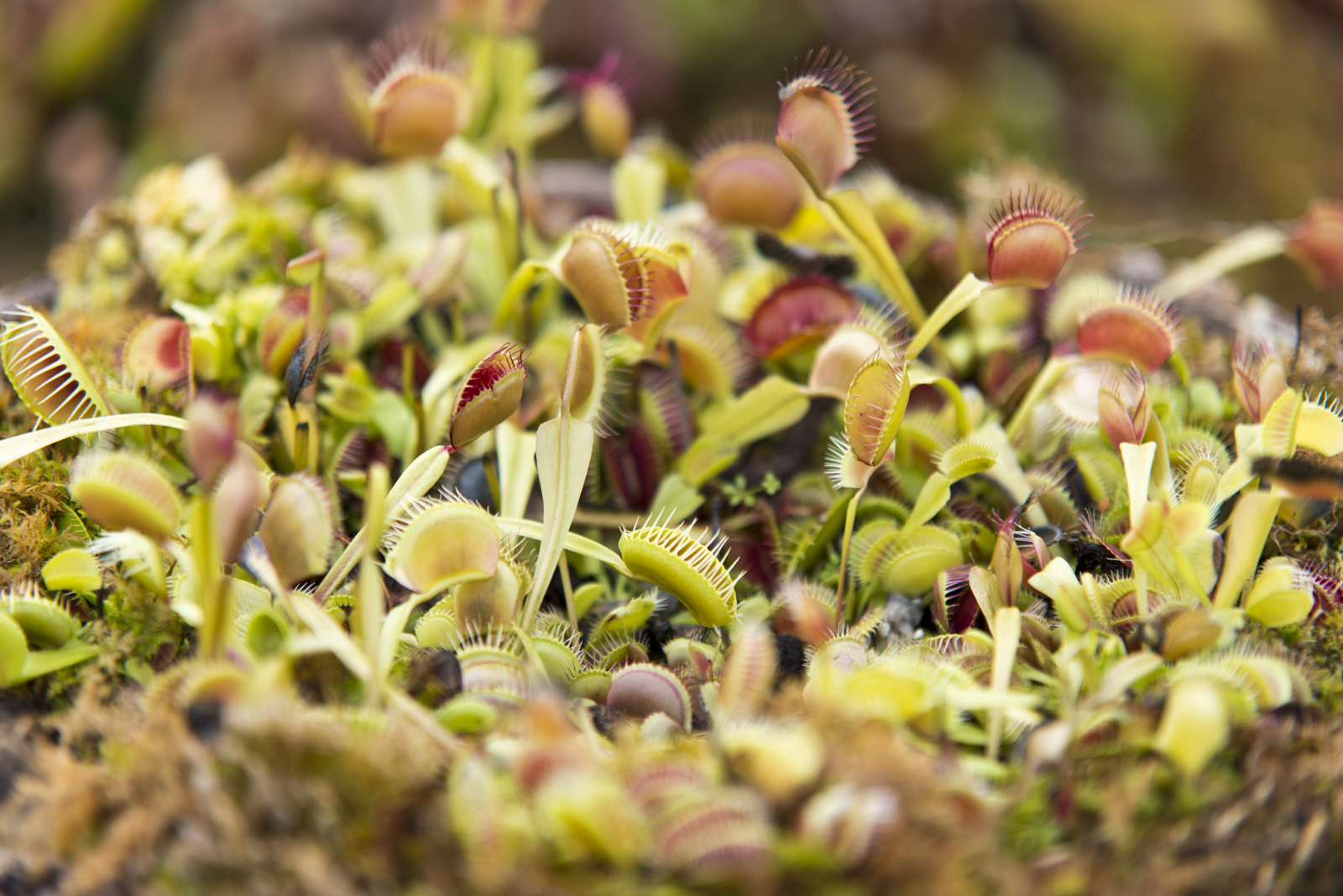
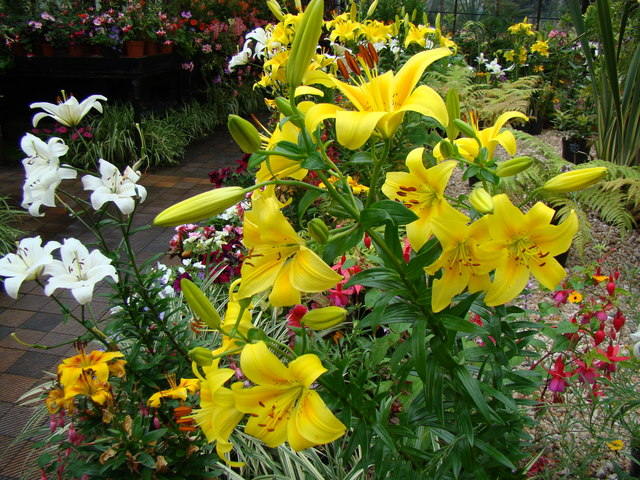
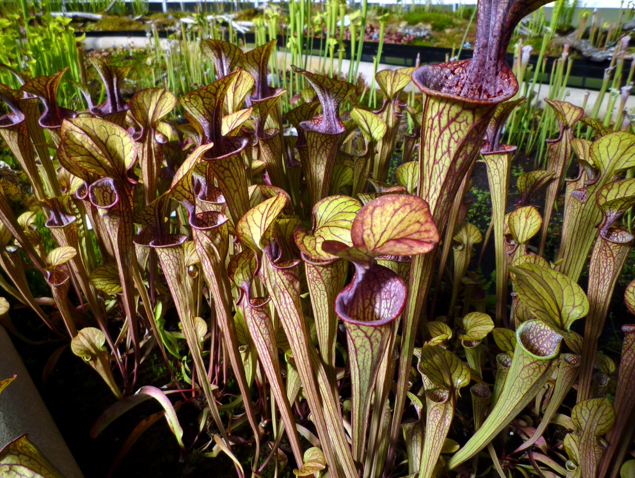
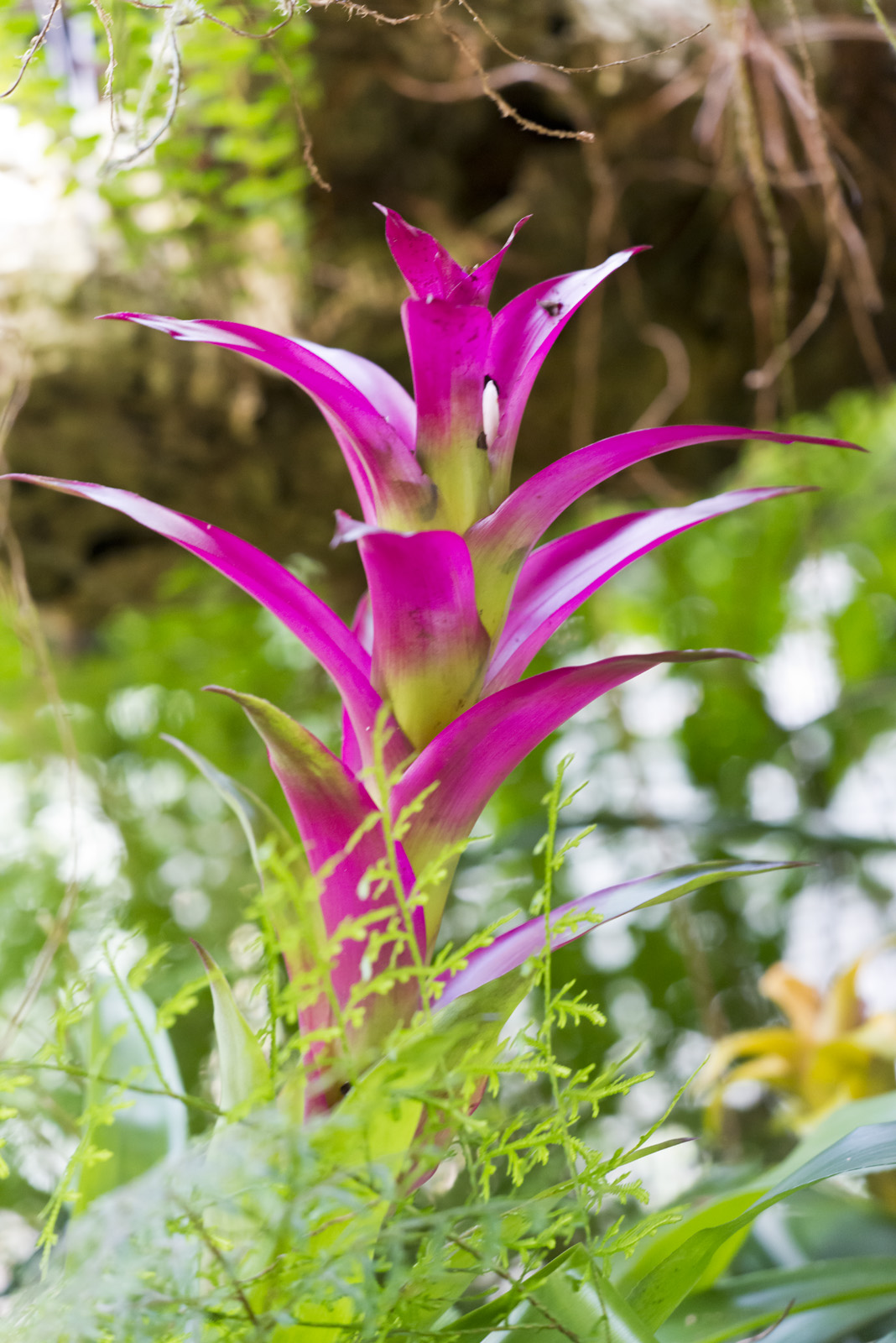

Algunas vistas de las esculturas y los monumentos que existen en el jardín botánico.

Detalles
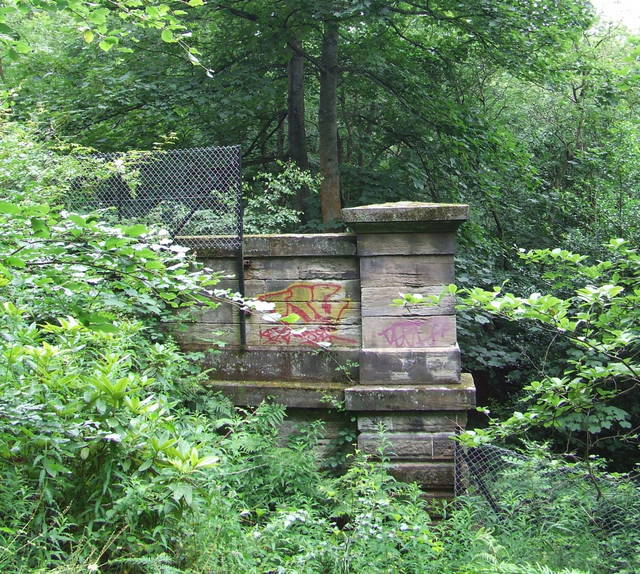
Túnel de tren abandonado en le jardín botánico.
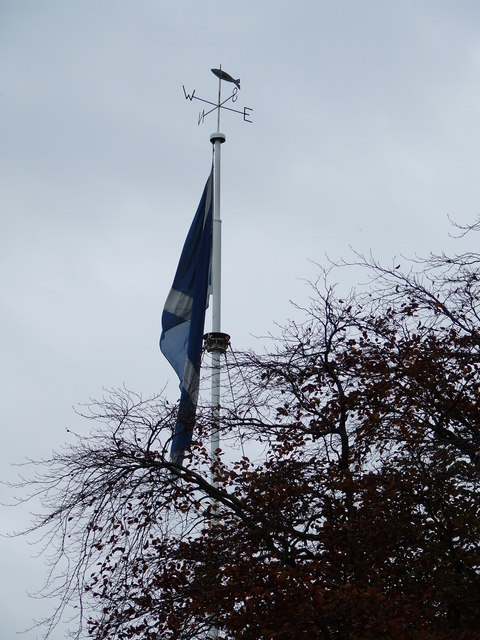
Mástil de la bandera
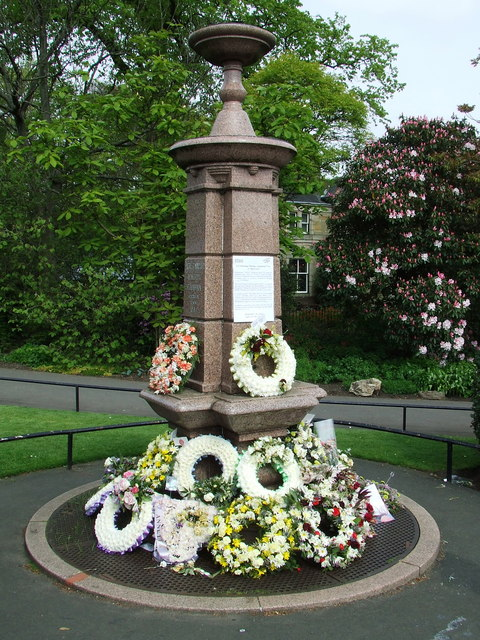
Fuente en recuerdo de Peter Walker.
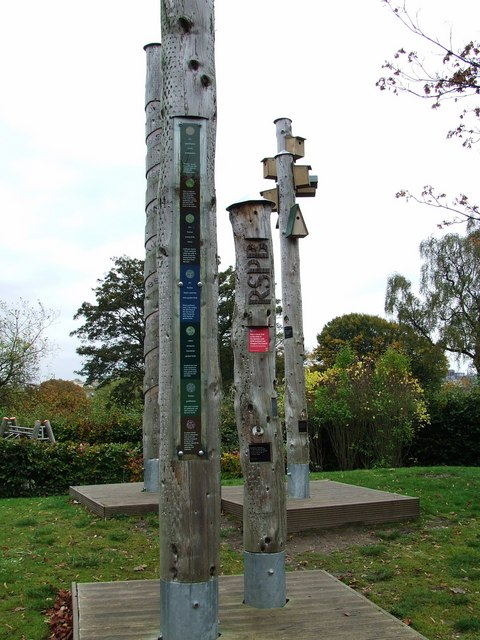
Postes-toten.

Algunas esculturas en el interior del complejo del "Kibble Palace".

Interiores
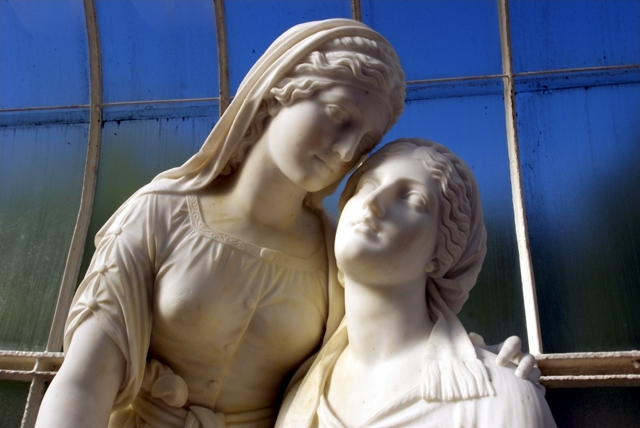
Grupo escultórico.
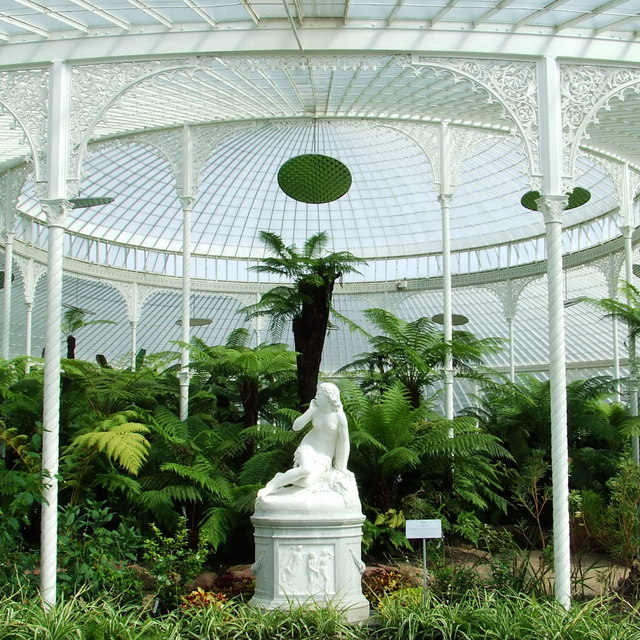
Eva en el "The Kibble Palace".
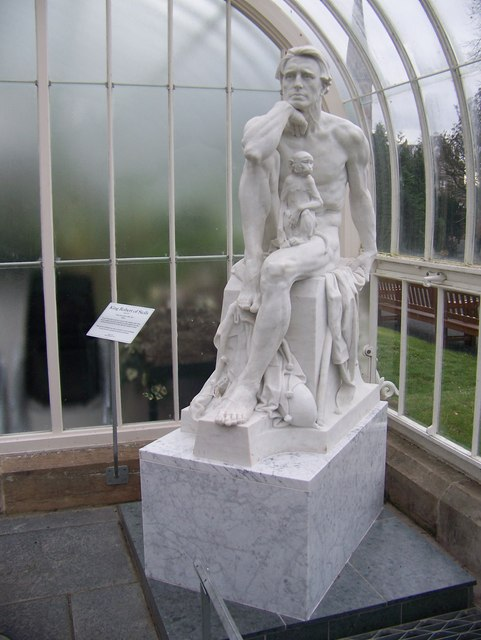
"King Robert of Sicily".
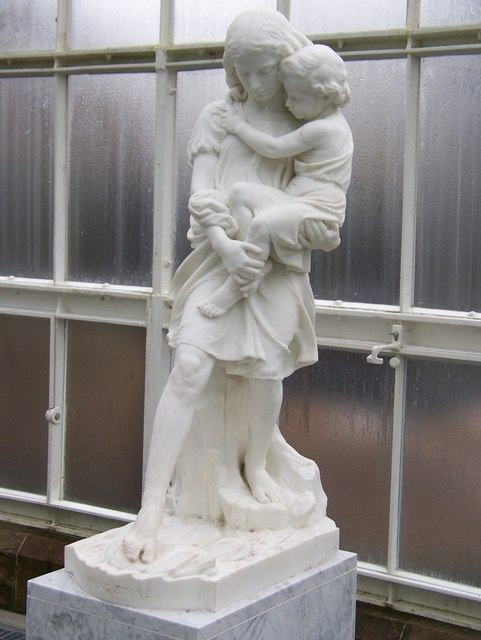
"Stepping Stones".
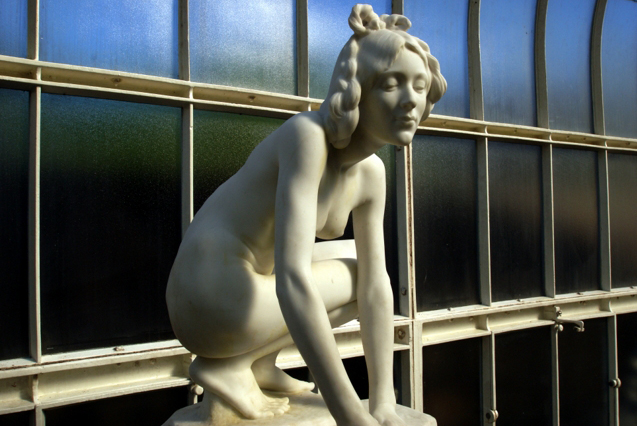
Escultura en el "Kibble Palace".